# إيفانكا ماتيتش
إيفانكا ماتيتش مواليد 29 مايو 1979 في جمهورية يوغوسلافيا الاشتراكية الاتحادية، هي لاعبة كرة سلة صربية معتزلة. بدأت مسيرتها الاحترافية في سنة 1998. لعبت في الدوري الفرنسي لكرة السلة للسيدات كلاعب وسط. وحملت الرقم 15. لعبت مع نادي بارتيزان لكرة السلة للسيدات ونادي أفينيدا لكرة السلة للسيدات.

## الإنجازات
الدوري الأوروبي لكرة السلة للسيدات
- الفوز: 2006-07

بطولة روسيا
- الفوز: 2007

## روابط خارجية
- إيفانكا ماتيتش على موقع الاتحاد الدولي لكرة السلة (الإنجليزية)
- إيفانكا ماتيتش على موقع كرة السلة الأوروبية.كوم (الإنجليزية)
- إيفانكا ماتيتش على موقع بروبوليرز (الإنجليزية)